# Miloš Bogunović
Pour les articles homonymes, voir Bogunović.
Miloš Bogunović (en serbe en écriture cyrillique : Милош Богуновић), né le 10 juin 1985 à Zemun en Yougoslavie (auj. en Serbie), est un footballeur international serbe, évoluant au poste d'attaquant au FK Žarkovo.

## Palmarès
- FK Partizan Belgrade
  - Vainqueur du Championnat de Serbie en 2009, 2010 et 2011.
  - Vainqueur de la Coupe de Serbie en 2009 et 2011.